# Маріо Хіла
Ма́ріо Хі́ла Фуе́нтес (ісп. Mario Gila Fuentes; нар. 29 серпня 2000) — іспанський футболіст, захисник італійського клубу «Лаціо».

## Клубна кар'єра

### «Реал Мадрид»
Виступав за юнацькі команди «Санта Перпетуа», «Сабадель», «Молле», «Дамм», «Еспаньйол». 2018 року приєднався до академії мадридського «Реала». 25 серпня 2019 року дебютував за резервну команду клубу в матчі Сегунда Дивізіону Б проти «Лас-Росас». 8 січня 2020 року в поєдинку проти «Сельти Б» забив свій перший гол у кар'єрі.
18 січня 2022 року підписав новий контракт з «Реалом», що розрахований до літа 2024 року. 30 квітня 2022 року дебютував в основному складі «Реала» в матчі Ла-Ліги проти «Еспаньйола», замінивши Едуарду Камавінгу.

### «Лаціо»
12 липня 2022 року перейшов в італійський «Лаціо», підписавши п'ятирічний контракт. Сума трансферу становила 6 млн євро. 31 серпня дебютував за нову команду в матчі італійської Серії A проти «Сампдорії», вийшовши на заміну Алессіо Романьйолі. 8 вересня 2022 року в поєдинку Ліги Європи УЄФА проти нідерландського «Феєнорда» дебютував у єврокубках.
28 листопада 2023 року в матчі проти шотландського «Селтіка» дебютував у Лізі чемпіонів УЄФА.
22 вересня 2024 року в матчі Серії A проти «Фіорентіни» забив свій перший гол у професіональній кар'єрі. 23 січня 2025 року в поєдинку Ліги Європи проти іспанського «Реал Сосьєдада» вперше відзначився м'ячем у єврокубках.

## Кар'єра в збірній
Виступав за збірну Іспанії до 21 року, в складі якої в червні 2023 року потрапив в заявку на молодіжний чемпіонат Європи 2023, що проходив в Румунії та Грузії. На турнірі провів 3 матчі, а його команду дійшла до фіналу, де в підсумку поступилась англійцям.
20 березня 2025 року вперше викликаний до збірної Іспанії головним тренером Луїсом де ла Фуенте для участі в чвертьфінальних матчах Ліги націй УЄФА проти збірної Нідерландів.

## Статистика виступів
Станом на 25 травня 2025 
| Клуб              | Сезон             | Чемпіонат             | Чемпіонат | Чемпіонат | Кубок | Кубок | Єврокубки | Єврокубки | Інші  | Інші | Всього | Всього |
| Клуб              | Сезон             | Дивізіон              | Матчі     | Голи      | Матчі | Голи  | Матчі     | Голи      | Матчі | Голи | Матчі  | Голи   |
| ----------------- | ----------------- | --------------------- | --------- | --------- | ----- | ----- | --------- | --------- | ----- | ---- | ------ | ------ |
| Реал Мадрид Б     | 2019–20           | Сегунда Дивізіон Б    | 21        | 1         | —     | —     | —         | —         | —     | —    | 21     | 1      |
| Реал Мадрид Б     | 2020–21           | Сегунда Дивізіон Б    | 20        | 2         | —     | —     | —         | —         | —     | —    | 20     | 2      |
| Реал Мадрид Б     | 2021–22           | Сегунда Дивізіон RFEF | 32        | 2         | —     | —     | —         | —         | —     | —    | 32     | 2      |
| Реал Мадрид Б     | Всього            | Всього                | 73        | 5         | 0     | 0     | 0         | 0         | 0     | 0    | 73     | 5      |
| Реал Мадрид       | 2021–22           | Ла-Ліга               | 2         | 0         | 0     | 0     | 0         | 0         | 0     | 0    | 2      | 0      |
| Лаціо             | 2022–23           | Серія А               | 4         | 0         | 0     | 0     | 8         | 0         | —     | —    | 12     | 0      |
| Лаціо             | 2023–24           | Серія А               | 21        | 0         | 3     | 0     | 4         | 0         | 1     | 0    | 29     | 0      |
| Лаціо             | 2024–25           | Серія А               | 32        | 1         | 1     | 0     | 10        | 1         | —     | —    | 43     | 2      |
| Лаціо             | Всього            | Всього                | 57        | 1         | 4     | 0     | 22        | 1         | 1     | 0    | 84     | 2      |
| Всього за кар'єру | Всього за кар'єру | Всього за кар'єру     | 132       | 6         | 4     | 0     | 22        | 1         | 1     | 0    | 159    | 7      |

1. ↑  5 матчів у Лізі Європи УЄФА, 3 матчі в Лізі конференцій УЄФА
2. ↑  Матчі Лізі чемпіонів УЄФА
3. ↑  Матчі в Суперкубку Італії
4. ↑  Матчі в Лізі Європи УЄФА

## Досягнення
«Реал Мадрид»
- Чемпіон Іспанії: 2021–22[20]